# Чжэн И
Чжэн И (鄭一, пиньинь: Zhèng Yī; умер 1807, Великая Цинская Империя) — один из самых знаменитых китайских пиратов своего времени. Чжэн И был пиратом вдоль китайского побережья в начале XIX столетия. Был женат на Чжэн Ши. Они вступили в брак в 1801 году и отправились во Вьетнам, где в самом разгаре была гражданская война. У Чжэн Ши не было своих детей, поэтому пираты похитили у рыбаков и усыновили пятнадцатилетнего Чжан Баоцзай, который впоследствии стал любовником сначала Чжэн И, а после его смерти — Чжэн Ши. По другим источникам, мальчик был усыновлён пиратом ещё до его брака с Чжэн И сяо.
Чжэн И погиб во время шторма в 1807 году.